# 高山蓝盆花
高山蓝盆花（学名：Scabiosa alpestris）为川续断科蓝盆花属下的一个种。